# Fan Zhiyi
Fan Zhiyi (chiń. 范志毅; pinyin Fàn Zhìyì; ur. 6 listopada 1969 lub 22 stycznia 1970 w Szanghaju) – chiński piłkarz. Występował na pozycji środkowego obrońcy. W czasie kariery piłkarskiej mierzył 183 cm wzrostu.

## Kariera klubowa
Fan Zhiyi pochodzi z Szanghaju. Swoją zawodową karierę piłkarską rozpoczął w 1994 w miejscowym Shanghai Shenhua. Już od pierwszego sezonu był podstawowym piłkarzem swojego klubu. Przez 3 i pół roku tam spędzone rozegrał 99 ligowych pojedynków, w których strzelił 31 goli. Następnie w roku 1998 przeszedł do angielskiego Crystal Palace. Tam również występował w wyjściowej jedenastce. W roku 2001 przeszedł za kwotę 350 tysięcy funtów do szkockiego Dundee F.C.. W tym samym roku został wybrany Piłkarzem Roku w Azji. W marcu 2002 The Dee wypożyczyło go na pół roku do Shanghai Zhongyuan Huili. Gdy Fan powrócił z wypożyczenia zaczął występować w Cardiff City. Grał tam przez jeden sezon ale nie mógł załapać się do podstawowego składu. W roku 2003 powrócił więc do Azji do klubu z Hongkongu - Hong Kong Rangers. Grał tam przez pół sezonu, w którym zagrał w 9 spotkaniach. Od sezonu 2004 zaczął grać w swojej ojczyźnie a dokładniej w klubie Zhuhai Zhongbang. Tam był podstawowym graczem swojej drużyny. Rok później powrócił do swojego wcześniejszego klubu, gdzie zakończył karierę.

## Kariera reprezentacyjna
W reprezentacji swojego kraju Fan zadebiutował w 22 sierpnia 1992 w zremisowanym 2-2 meczu z Koreą Północną. W tym samym roku Klaus Schlappner powołał go do kadry na Puchar Azji. Na tym turnieju Chińczycy zajęli 3. miejsce a sam Zhiyi zagrał w 5 spotkaniach swojej drużyny. Cztery lata później znów znalazł się w składzie na następny Puchar Azji. Tym razem Chinom poszło gorzej, ponieważ odpadli w ćwierćfinale. Fan wystąpił we wszystkich 4 meczach swej drużyny. W roku 2000 Velibor Milutinović powołał go następną edycję Pucharu Azji. Chiny tym razem zajęły 4. miejsce. Zhiyi zagrał w 4 spotkaniach. Dwa lata później ten sam selekcjoner powołał go na mundial. Chińczycy zajęli na nim ostatnie miejsce w swojej grupie a sam Fan zagrał w 1 spotkaniu (przegranym 0-2 z Kostaryką). Było to jego ostatnie spotkanie w kadrze. Łącznie w barwach narodowych zagrał 109 razy.